# HIV/AIDS와 영양
HIV/AIDS를 앓고 있는 사람들은 적절한 영양 섭취를 유지하는데 있어 많은 어려움에 직면해 있다. 의학적인 치료의 발달에도 불구하고, 영양에 대한 부분은 에이즈를 관리하는 데 있어서 여전히 중요한 요소로 남아 있다. HIV/AIDS를 앓고 있는 사람들이 직면하는 이러한 어려움들은 바이러스 감염 또는 항 HIV 치료(HAART) 때문일 수 있다.
HAART로 인해 영양의 흡수와 이용에 영향을 미치기 때문에 이로 인한 부작용으로 피로, 메스꺼움, 식욕부진 등을 일으킬 수 있다. 또한, 면역 체계가 정상적인 사람들에 비해 에이즈 환자는 기회 감염의 위험성이 매우 크므로 이를 이겨내기 위해 더욱 많은 영양이 필요하다.

## HIV/AIDS와 영양 요구량

### 에너지 요구량
칼로리 섭취를 모니터링하는 것은 에너지 요구가 충족되도록 하는 데 중요하다. HIV/AIDS를 앓고 있는 사람들의 경우, 정상적인 체중을 유지하기 위해 에너지 요구량이 증가하는 경우가 많다. 질병관리본부(CDC)가 개정한 분류 체계에서는 HIV 감염을 3가지 임상 단계로 분류하고 각 단계별로 칼로리 요구사항을 제시한다.
1. 임상 카테고리 A: 무증상 HIV 이 단계는 급성 HIV로 특징지어진다. 이 카테고리에 속하는 사람들의 칼로리 요구량은 30-35kcal/kg이다.
2. 임상 카테고리 B: 증상성 HIV 이 단계는 HIV 감염에서 추가적으로 발생하는 합병증으로 특징지어진다. 이 카테고리에 속하는 사람들의 칼로리 요구량은 35-40kcal/kg이다.
3. 임상 카테고리 C: AIDS 질환의 존재 이 단계는 T-세포 수가 200개 미만인 것이 특징이다. 이 카테고리에 속하는 사람들은 40–50kcal/kg의 칼로리가 필요하며 영양 실조의 위험이 증가하고 있다.

## 미량영양소 요구량

### 종합 비타민 및 보충제
세계보건기구(WHO)는 HIV/AIDS의 영양소 요건에 관한 자문 권고안을 발표하였는데, 전반적으로 건강한 식단이 추천되었다. HIV에 감염된 성인의 경우 WHO는 미량 영양소 일일 권장량(RDA) 수준을 섭취하도록 권고했다. 비타민 A, 아연, 철분의 과한 섭취는 HIV 양성인 성인에게 부작용을 일으킬 수 있다. 따라서 이러한 것들은 결핍이 나타나지 않는 한 과량 섭취를 해선 안된다.
세계보건기구의 권고에도 불구하고, 최근의 리뷰들은 HIV 양성인 사람들에게 미치는 종합비타민이나 미량영양소 및 영양 보충의 영향에 대한 간단한 합의조차 없다는 것을 강조한다. 그 이유는 과학적 증거의 부족 때문이라고 보여진다.
일부 연구에서 HIV/AIDS 환자의 식이요법에 매일 종합 비타민제를 사용하는 것을 조사하였다. 탄자니아에서 행해진 한 연구는 1,000명의 HIV 양성 임산부를 가진 실험 그룹을 포함했다. 연구 결과, 매일 종합 비타민제를 섭취하는 것이 산모와 아기 모두에게 도움이 된다는 것을 보여주었다. 4년 후, 종합 비타민제는 여성의 에이즈 및 사망 위험을 약 30% 감소시키는 것으로 밝혀졌다. 태국의 또 다른 실험에서는 종합비타민 사용으로 사망자가 줄었지만 이 감소는 HIV가 상당히 진행된 사람들 사이에서만 나타났다고 밝혔다. 그러나 모든 연구가 긍정적인 상관관계를 제공하지는 않았다. 잠비아에서 시행된 소규모 연구에서는 한 달 동안의 종합 비타민 사용으로부터 아무런 이점도 발견하지 못했다.
개인의 비타민과 미네랄 보충에 관한 연구는 여러 가지의 혼합된 결과를 보여준다. 비타민 A 보충제는 HIV를 앓고 있는 아프리카 어린이들의 사망률과 사망률을 감소시키는 것으로 나타났다. 세계보건기구(WHO)는 4~6개월마다 비타민 A 결핍 위험이 높은 생후 6~59개월 어린이에게 비타민 A 보충제를 권장하고 있다. 이와는 대조적으로 탄자니아에서 시행된 실험에서 비타민 A 보충제의 사용은 모자 감염의 위험을 40% 증가시킨다는 것을 발견했다.
셀레늄을 보충하는 것에 대한 이익은 아직 불분명하다.
어린이들의 비타민 A 보충제가 사망률을 낮추고 성장을 향상시킨다는 몇 가지 증거가 있다. 영양학적으로 부족한 임산부와 모유수유중인 여성의 경우, 종합비타민 보충제는 산모와 아이 모두의 결과를 개선시켰다.

## HIV/AIDS가 영양에 미치는 영향

### 식량 안보
1996년 세계 식량 정상회의에서 정의된 바와 같이, "모든 사람들이 건강하고 활동적인 삶을 유지하기 위해 항상 충분하고 안전하고 영양가 있는 음식을 이용할 수 있을 때" 식량 안보가 존재한다고 할 수 있다. 그것은 음식 이용가능성, 음식에 대한 접근성, 그리고 적절한 음식 이용에 기초한다.
HIV와 AIDS로 고통받는 몇몇 사람들의 어려움에는 그들이 어떻게 식량 안보를 얻어야 하는가가 포함된다. 왜냐하면 바이러스는 피로를 증가시키고 음식을 얻고 식사를 준비하기 위해 필요한 노동력을 손상시키기 때문이다. 이러한 영향은 농촌에서 가난하게 사는 사람들에게 더 크게 나타난다. 농촌에서는 주로 농업과 다른 집안일로부터 음식을 제공받을 수 있기 때문이다.

#### 말라위의 사례연구
말라위에서 에이즈 전염과 65개 농촌 가구의 식량 안보에 미치는 영향이 연구되었다. 조사 결과 에이즈로 인한 질병과 사망이 가정 식량 안보를 해친다는 사실이 밝혀졌다. 65가구 중 24가구는 부정적인 식량 안보 지표를 가지고 있었는데, 이는 하루의 칼로리 요구량을 충족하기에 충분한 밀가루 또는 옥수수를 가지고 있지 않다는 것을 의미한다. HIV/AIDS에 감염된 가정들에선 다른 가정과의 음식과 자원의 공유가 상당히 감소되었고, 이는 가장(家長)을 갖지 못한 가정에게 특히 큰 악영향을 미치는 것으로 판명되었다. 가장의 부재로, 이 가구들은 심각한 생산 부족을 초래하게 된다. 즉, 이 연구는 에이즈로 인해 피해를 입은 가정들은 다른 가정과의 관계에도 영향을 미쳐 식량 불안정을 야기시켰다고 결론짓는다.

### 영양 실조

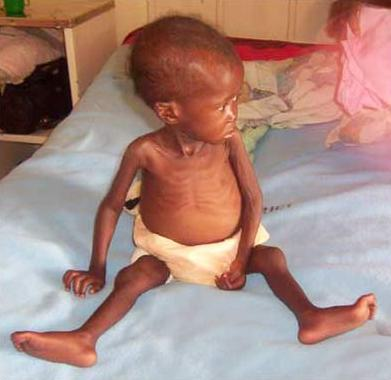
Child suffering from malnutrition

영양실조는 식량 불안정의 척도로 사용될 수 있으며 세계에서 빈곤과 영양실조가 가장 만연한 사하라 사막 이남 아프리카와 아시아 태평양 지역에 사는 사람들에게 가장 큰 영향을 끼친다. 또한 HIV/AIDS 환자가 가장 많이 발생하는 곳은 사하라 사막 이남 아프리카이기도 하다. 이미 HIV로 신체가 손상된 사람은 신체가 영양실조일 때 감염을 예방하는 면역체계가 상대적으로 비효율적이다. 현재 이 지역 사람들에게 항레트로바이러스제가 보급되고 있지만 영양실조 환자에게 투여하면 약효가 떨어지고 독성이 높아진다. 영양실조는 면역력이 약해졌기 때문에 병의 시작을 가속시키고 반복적인 질병을 발생시킨다. 결과적으로, HIV와 영양실조는 상호간에 주기적인 형태의 피드백을 제공하며, 영양실조의 악화는 HIV의 보다 빠른 시작과 관련이 있다.

## 식품 안전
에이즈에 걸린 사람들은 면역 체계가 손상되었고, 따라서 음식을 통해 운반되는 병원균에 의한 감염과 질병에 더 취약하다. 식품 안전은 식품 취급, 식품 준비 및 식품 보관을 포함하며, 식품 매개 박테리아로부터 안전을 보장하기 위해 신중하게 다루어져야 한다. 질병의 가장 흔한 원인인 살모넬라균은 건강한 사람들보다 에이즈 환자들에서 100배나 더 많이 퍼질 수 있다. 또 다른 예로 리스테리아균(Listeria monocytogenes)에 의한 리스테리아증(Listeriosis)이 있다. 에이즈에 걸린 사람이 리스테리아증에 걸린다면 종종 매우 심각하고 치명적일 수 있다.
에이즈에 걸린 사람들을 위해 식품 안전성을 높이고 음식으로 인한 질병을 예방할 수 있는 간단한 대책을 마련할 수 있다. 손, 음식, 주방 기구, 부엌 표면은 박테리아 성장에 효과적이므로 잘 세척해준다. 날고기와 익힌 고기를 따로 보관하고 음식을 조리하는 것을 확실히 하기 위해 식품 온도계를 사용한다. 그리고 마지막으로 남은 음식물을 냉장고에 2시간 이내에 보관하여 식품에 의한 질병의 위험을 최소화한다.

## 연구

### 식량 지속가능성과 농업
식량 안보가 HIV/AIDS의 영향을 받는 농촌 지역에서도 중요한 가운데, 또 다른 연구 분야는 생계형 경제의 농업이다.
보다 구체적으로는 HIV/AIDS에 감염된 가구가 식량 불안을 겪을 수 있는 이러한 지역들에서, 한 명 이상의 성인이 HIV/AIDS로 고통 받고 있는 가정의 가정 식량 생산성을 향상시키기 위해 농업의 관행을 개선하는 방법을 조사해볼 수 있다.